# David Haig
David Haig MBE (* 20. September 1955 in Aldershot, Hampshire als David Haig Collum Ward) ist ein preisgekrönter britischer Schauspieler in Theater, Film und Fernsehen, sowie Schriftsteller. Seine Karriere umfasst über 60 Rollen in internationalen Kino- und Fernsehfilmen sowie -serien, darunter die Produktionen Der Mondschimmel, Vier Hochzeiten und ein Todesfall, Ein Chef zum Verlieben oder Florence Foster Jenkins.

## Leben und Karriere
David Haig wurde 1955 in Aldershot in der Grafschaft Hampshire geboren. Haig begann seine Schauspielkarriere Ende der 1970er Jahre als Stallmeister Todman in Dorothea Brookings Fantasy-Fernsehminiserie Der Mondschimmel neben Schauspielkollegen wie James Greene, Sarah Sutton, Caroline Goodall und John Abineri. In den folgenden 35 Jahren sah man ihn in den unterschiedlichsten Rollen in britischen und amerikanischen Fernsehfilmen, Fernsehminiserien und TV-Serien, unter anderem in Doctor Who, Portrait einer Ehe, Soldier Soldier, Inspektor Morse, Mordkommission Oxford, Für alle Fälle Fitz, Inspektor Fowler, Keeping Mum, Die Abenteuer des Young Indiana Jones, Hustle – Unehrlich währt am längsten, Inspector Barnaby, Doc Martin, Chris Ryan's Strike Back oder Penny Dreadful. In der BBC-Serie Porträt einer Ehe spielte er die Hauptrolle des Schriftstellers und Diplomaten Harold Nicolson.
Im Kino spielte er 1984 in dem Science-Fiction-Drama Dark Enemy von Regisseur Colin Finbow, in Mike Hodges Science Fiction Komödie Space Cracks 1985, in Mike Newells Gesellschafts-Satire Vier Hochzeiten und ein Todesfall 1994 und in Marc Lawrences Komödie Ein Chef zum Verlieben 2002 jeweils an der Seite von Schauspielkollegen Hugh Grant.
Zudem sah man David Haig als vielseitigen Theaterschauspieler in zahlreichen Charakterrollen am Londoner West End und in vielen anderen britischen Theatern. 1988 gewann er die renommierte Auszeichnung des Laurence Olivier Award als bester Schauspieler des Jahres in einem neuen Stück für seine Leistung in Our Country’s Good am Royal Court Theatre. 1997 publizierte er das Theaterstück My Boy Jack. Haig tourte später in Großbritannien mit einer Bühnenversion seines Stücks, in dem er auch selbst den Charakter des Rudyard Kipling spielt. 2007 erschien des Weiteren ein von ihm mitproduzierter gleichnamiger Fernsehfilm, für den er das Drehbuch schrieb und auch die Hauptrolle übernahm.
Haig lebt derzeit in Süd-London. Er ist Vater von fünf Kindern und ein Förderer der SANDS, eine Wohltätigkeitsorganisation, die sich mit Totgeburten und neonatalen Todesfällen befasst.

## Auszeichnungen
- 1988: Laurence Olivier Award als bester Schauspieler des Jahres in einem neuen Stück für seine Leistung in Our Country’s Good am Royal Court Theatre
- 2013: Commander of the British Empire[5]

## Publikationen
- 1997: My Boy Jack – Theaterstück von David Haig[6]
- 2000: The Good Samaritan – Theaterstück von David Haig[7]
- 2012/13: Pressure – Theaterstück von David Haig[8]

## Filmografie (Auswahl)

### Kino
- 1983: A Flame to the Phoenix
- 1984: Dark Enemy
- 1985: Space Cracks (Morons from Outer Space)
- 1994: Vier Hochzeiten und ein Todesfall (Four Weddings and a Funeral)
- 1995: The Four Corners of Nowhere
- 2002: Rachel’s Attic
- 2002: Ein Chef zum Verlieben (Two Weeks Notice)
- 2016: Florence Foster Jenkins
- 2019: Downton Abbey

### Fernsehen
- 1978: Der Mondschimmel (The Moon Stallion) (Fernsehminiserie)
- 1980: Doctor Who (4 Folgen)
- 1983: Chessgame (1 Folge)
- 1986: The Alamut Ambush (Fernsehfilm)
- 1986: Cold War Killers (Fernsehfilm)
- 1989: Dramarama (1 Folge)
- 1990: Campion (2 Folgen)
- 1990: Portrait einer Ehe (Portrait of a Marriage) (4 Folgen) als Harold Nicolson
- 1991: Soldier Soldier (7 Folgen) als Major Tom Cadman
- 1992: Inspektor Morse, Mordkommission Oxford (Inspector Morse, Fernsehserie, 1 Folge)
- 1993: The Darling Buds of May (2 Folgen)
- 1993: Für alle Fälle Fitz (Cracker) (2 Folgen)
- 1994: Love on a Branch Line (4 Folgen)
- 1994: Nice Day at the Office (6 Folgen)
- 1995: Wycliffe (1 Folge)
- 1995–1996: Inspektor Fowler – Härter als die Polizei erlaubt (The Thin Blue Line, Fernsehserie, 14 Folgen)
- 1996: Never Mind the Horrocks (Fernsehfilm)
- 1997–1998: Keeping Mum (16 Folgen) als Richard Beare
- 1999: Die Abenteuer des Young Indiana Jones – Liebe und Fremdenlegion (The Adventures of Young Indiana Jones: Tales of Innocence) (Fernsehfilm)
- 2000: Dalziel and Pascoe (1 Folge)
- 2001: Station Jim (Fernsehfilm)
- 2001: Ivor the Invisible (Fernsehfilm)
- 2002: Crime and Punishment (Fernsehfilm)
- 2004: Hustle – Unehrlich währt am längsten (Hustle) (1 Folge)
- 2006: A for Andromeda (Fernsehfilm)
- 2007: Comic Relief 2007: The Big One (Fernsehfilm)
- 2007: My Boy Jack (Fernsehfilm)
- 2008: Dickens Secret Lover (Fernsehfilm)
- 2008: Agatha Christie’s Marple (Fernsehserie, Folge: Murder Is Easy)
- 2008: Dustbin Baby (Fernsehfilm)
- 2008: The 39 Steps (Fernsehfilm)
- 2009: Inspector Barnaby (Midsomer Murders, Fernsehserie 1 Folge)
- 2009: Doc Martin (Fernsehserie, 2 Folgen)
- 2010: Mo (Fernsehfilm)
- 2011: Chris Ryan’s Strike Back (Strike Back, Fernsehserie, 2 Folgen)
- 2013: Yes, Prime Minister (6 Folgen) als James Hacker
- 2013: The Wright Way (6 Folgen) als Gerald Wright
- 2015: Penny Dreadful (Fernsehserie, 5 Folgen)
- 2015: New Tricks – Die Krimispezialisten (New Tricks, Fernsehserie, 1 Folge)
- 2016: Zeugin der Anklage (The Witness for the Prosecution)
- 2016: Penny Dreadful (5 Folgen)
- 2018, 2022: Killing Eve (4 Folgen)
- 2020: Urban Myths (Fernsehserie 1 Folge)
- 2020–2023: Cobra (17 Folgen)